# Odoardo Borrani
Odoardo Borrani (n. 22 august 1833, Pisa, Marele Ducat de Toscana – d. 14 septembrie 1905, Florența, Regatul Italiei) a fost un pictor italian asociat cu grupul Macchiaioli⁠(d).

## Biografie
S-a născut la Pisa. Familia Borrani s-a mutat la Florența, unde Odoardo s-a înscris la Academia de Arte Frumoase în 1853. Acolo a studiat cu Gaetano Bianchi, Giuseppe Bezzuoli⁠(d) și Enrico Pollastrini⁠(d). Cu toate acestea, a devenit independent de stilurile academice.

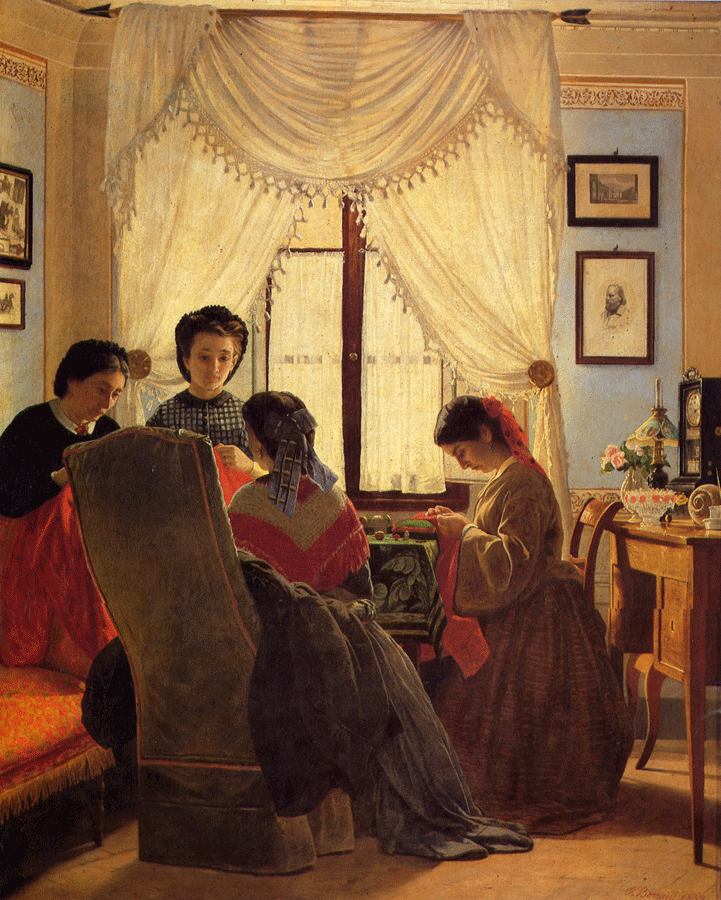
Cucitrici di camicie rosse („Cosând cămăși roșii pentru voluntari”), 1863

Prima sa pictură din timpul studiilor la Academie a fost intitulată Un veglione di maschere alla Pergola. În 1859, a pictat Lorenzo Magnificul se salvează de la asasinat în sacristia catedralei, un episod din Conspirația Pazzi. Pentru acest tablou Borrani a fost distins cu medalia de aur în cadrul concursului Academiei din Florența. În același an, s-a înrolat în armată și, la întoarcerea din scurta campanie, a pictat Cadavrul lui Jacopo de' Pazzi și Michelangelo dirijează fortificarea Florenței.
Cu noii săi prieteni Telemaco Signorini⁠(d) și Vincenzo Cabianca a început să picteze subiecte din viață și a intrat în contact cu grupul Macchiaioli⁠(d) care gravita în jurul Caffè Michelangiolo. A servit ca voluntar în cel de -al doilea război de independență italian în 1859. În 1862, împreună cu Giuseppe Abbati, Silvestro Lega, Raffaello Sernesi⁠(d) și Signorini, a plecat să lucreze în mediul rural, în afara Florenței, lângă Piagentina, în urma căreia acești pictori au devenit cunoscuți ca școala din Piagentina. Tot în 1862 și-a petrecut prima dată vara la Castiglioncello⁠(d), ca oaspete al criticului Diego Martelli⁠(d).
În 1875, el și Lega au înființat o galerie pentru a promova artiștii mai tineri, dar aceasta a dat curând faliment. În ultimii ani, a expus mai rar și și-a câștigat existența ca profesor, decorator de ceramică și artist grafic pentru L'Illustrazione Italiana. A murit de peritonită la Florența la 14 septembrie 1905.
Printre lucrările sale se numără La mietitura nella montagna Pistoiese; Speranze perdute (Speranța pierdută), Al Coro, Il richiamo del contingente (Salvarea contingentului); Le primizie; L' Arno (Arno); Il torrente Mugnone; In attesa del pittore; Interno della biserica Santa Monica; Firenze il 9 ianuarie 1878; La vigilia della Sagra; La sterpata di San Rossore; Cammelli in riposo; Una Vestale Cristiana; Il ritorno sotto le armi; Fate la carità; L'Estasi di Santa Teresa (Extazul Sfintei Tereza); Un mattino sul torrente Magnolie care a fost expus la Esposizione di Roma; Un pensiero mondano (Un gând mundan); Antica porta a Pinti avanti la demolizione; La Cosacela presso Firenze; La Nonna (Bunica); Una Monaca; In cerca di documenti; Episodio di Carnevale; Mi chema?; La mia cucina (Bucătăria mea); Goldoni; Maria Stuarda (Maria Stuart); Un alabardiere (Un halebardier); San Giovanino; Costumi fiorentini del 1500; Contadina Romana; Mezza figura di bambina col gatto; Al mio studio; Curiozitate; Gioie materne; La mietitura nelle maremme toscane; L'annegato; L'analfabeta (Analfabetul); Il regalo al padrone (Dar Nașului); Teco vegliar m'è caro; I prepativi per la festa; Per l'acqua; Motivo dal vero; precum și multe acuarele și portrete.

## Referințe

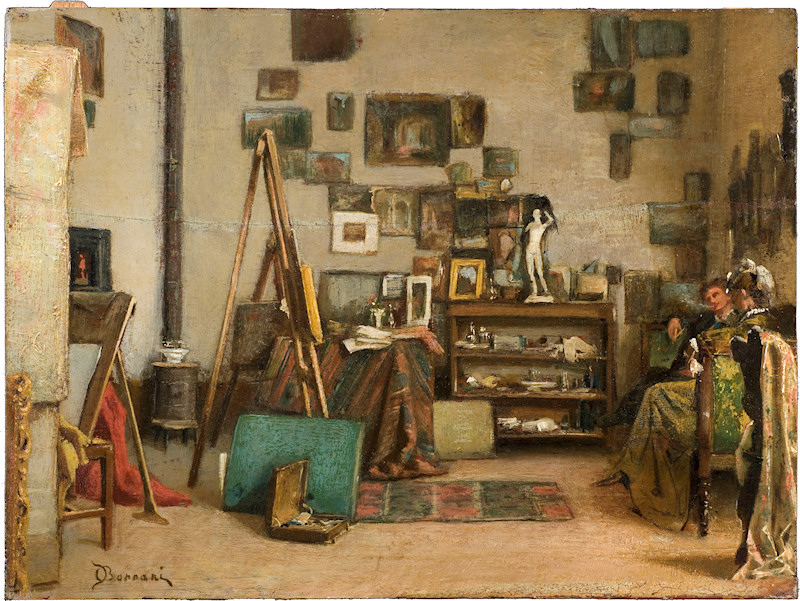
Visita allo studio, 1885–90 (Colecțiile de artă ale Fondazione Cariplo)